# Provincia de Bié
Bié es una de las veintiún provincias en que se encuentra dividida administrativamente Angola. Tiene una superficie de 70.314 km² y 1.338.923 habitantes (2014), y su capital es la ciudad de Kuito.

## Municipios con población estimada en julio de 2018
- Andulo 293,547
- Camacupa 176,153
- Catabola 143,979
- Chinguar 147,100
- Chitembo 88,869
- Cuemba 64,774
- Cuito 512,706
- Cunhinga 83,943
- N'harea 143,673

## Geografía
La provincia se encuentra en el centro de Angola y limita al norte con la provincia de Malanje, al noreste con la provincia de Lunda Sul, al este con la de Moxico, al sur con la de Cuando Cubango y al oeste con la provincia de Huila, Huambo y Cuanza Sul. 
Su clima fresco y sus abundantes lluvias hacen posible el cultivo de maíz, caña de azúcar, arroz, café y cacahuete.
La meseta de Bié en la que se sitúa la provincia está conectada por ferrocarril con el océano Atlántico.
Morfológicamente el territorio se caracteriza por el altiplano angoleño que alcanza en la provincia una altitud máxima de 1.852 m s. n. m. La tierra está entre la más fértil de Angola y la surca al este y al norte  el río Cuanza, que al discurrir hacia el norte marca parte de la frontera con Malanje. El suroeste lo surca el río Cuchi, un afluente del río Cubango.

## Demografía
La población de la provincia en 1992 se estimaba en 1 119 000 habitantes. De acuerdo con las estadísticas del gobierno estadounidense de 1988, la población de la provincia era de 1 044 000. Se estima que 201 600 personas de esta provincia vivían en zonas urbanas y que 843 400 personas vivían en zonas rurales.
La provincia contaba con  1 125 000 habitantes en julio de 1991, estimándose en 2006 en  1 794 387 personas.

## Idiomas
En esta provincia la lengua nacional que predomina es el umbundo.

## Municipios

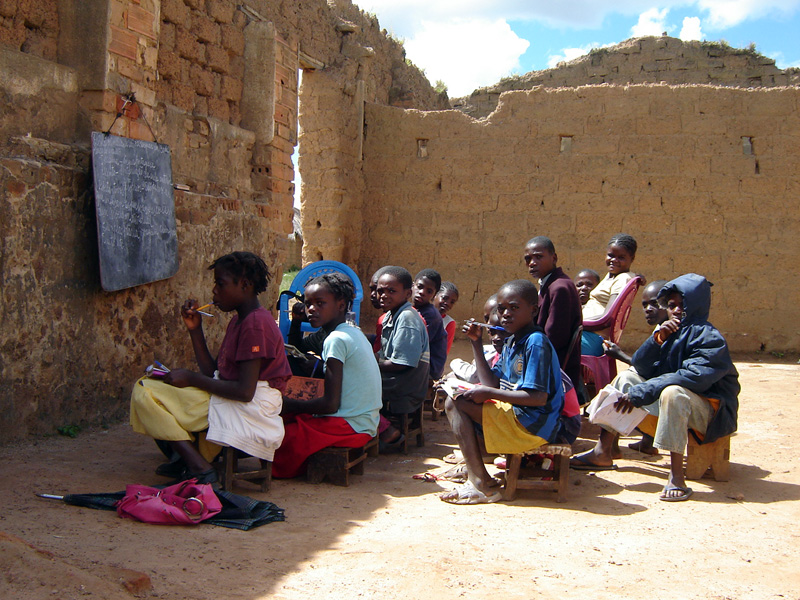
Niños en una escuela de Kuito.

Los municipios de esta provincia son:
- Andulo,
- Nharea,
- Cunhinga,
- Chinguar,
- Chitembo,
- Catabola (Nueva Sintra).
- Camacupa (General Machado).
- Cuemba (Neves Ferreira).
- Kuito (Silva Porto).

## Comunas
Las comunas de esta provincia son:
| - Munhango, - Caivera, - Sachinemuna, - Andulo, - Belo Horizonte, - Cambândua, - Chicala, - Chinguar, - Chipeta, - Chitembo, | - Chiuca, - Chivaúlo, - Dando, - Gamba, - Kachingues, - Kaiei, - Kalucinga, - Camacupa (Kamakupa), - Kangote, - Kassumbe, | - Catabola (Katabola), - Kuemba, - Kuito, - Cunhinga, (Kunhinga), - Kunje, - Kutato, - Kwanza, - Luando, - Lúbia, - Malengue, | - Mumbué, - Mutumbo, - Nharea, - Ringoma, - Sande, - Soma Kwanza - Sto António da Muinha, - Trumba, - Umpulo |

## Principales centros urbanos
- Kuito: 114.791 habitantes.
- Camacupa: 19.347 habitantes.
- Catabola: 19.281 habitantes.
- Catumbela: 17.369 habitantes.
- Chisamba: 7.755 habitantes.

## Personas destacadas
El expresidente de la UNITA, Isaías Samakuva, es de la ciudad de Kunji.